# Энбом, Вильгельмина
Кристина Вильгельмина Энбом (швед. Christina Wilhelmina Enbom, 19 августа 1804 — 14 февраля 1880)) — шведская оперная певица (сопрано).

## Биография
Вильгельмина Энбом родилась в Стокгольме в 1804 г. Её родителями были Юхан Энбом и Кристина Катарина Норрман. В 1819 г. её приняли как ученицу в Королевскую оперу. В 1821 г. её включили в состав хора, она дебютировала в 1823 г., а в 1824 г. стала солисткой.
Два года спустя в 1826 г. она неожиданно покинула театр, выйдя замуж за морского капитана, писателя и импресарио Андерса Линдеберга, который в то время был довольно влиятельным человеком в культурной жизни Швеции. Однако брак в 1830 г. распался в результате супружеской неверности Вильгельмины, и её бывший муж получил право опеки над детьми. Она вернула себе фамилию и снова заключила контракт с Королевской оперой. В 1830-х гг. она была популярной певицей и как альт, и как сопрано в таких ролях как Царица ночи в «Волшебной флейте», Донна Анна и Эльвира в «Дон Жуане», графиня Альмавива в «Свадьбе Фигаро». Среди её брючных ролей выделяются Малькольм в «Деве озера» и главная роль в «Танкреде», которые были поставлены специально для неё. Критики отмечали, что у Вильгельмины был сильный голос с широким диапазоном в три октавы, но не всегда ровный, и к тому же она не получила профессионального обучения по пению.
В 1838 г. взошла звезда Йенни Линд, и разница между её поставленным голосом и голосом Вильгельмины сразу стала заметной. К тому же она стала причиной нескольких скандалов, и один из них — с певицей Генриеттой Видерберг — произошёл прямо на сцене во время показа «Свадьбы Фигаро», что и позабавило, и возмутило зрителей. Вильгельмина повредила свой голос из-за неправильного употребления во время соперничества с Йенни Линд, в котором её поддерживал разве что её бывший муж. В итоге в 1841 г. она была уволена из Королевской оперы и стала театральной актрисой. В 1843—1850-х гг. она работала в Mindre teatern, которым в то время управлял её бывший муж, и в труппе Шарлотты Юрстрём. В 1850—1856 гг. она снова пела в Королевской опере, но уже в составе хора.
Вильгельмина жила в стеснённых финансовых условиях — её поддерживали только небольшая пенсия, спектакли в её пользу и помощь сына. Она скончалась в Стокгольме в 1880 г.